# Amir Pnueli
Amir Pnueli (22 aprile 1941 – 2 novembre 2009) è stato un matematico, informatico e ricercatore israeliano.
Ha ricevuto il Premio Turing nel 1996.
Pnueli è nato a Nahalal, nel Mandato britannico della Palestina (ora Israele) e ha conseguito una laurea in matematica presso il Technion di Haifa e un dottorato di ricerca. in matematica applicata dal Weizmann Institute of Science. La sua tesi era sul tema "Calcolo delle maree nell'oceano". È passato all'informatica durante un periodo come borsista post-dottorato presso la Stanford University. I suoi lavori in informatica si sono concentrati sulla logica temporale e sul controllo dei modelli, in particolare per quanto riguarda le proprietà di equità dei sistemi concorrenti.
È tornato in Israele come ricercatore; è stato il fondatore e il primo presidente del dipartimento di informatica presso l'Università di Tel Aviv. È diventato professore di informatica presso il Weizmann Institute nel 1981. Dal 1999 fino alla sua morte, Pnueli ha anche ricoperto una posizione presso il Dipartimento di Informatica della New York University, New York, USA.
Pnueli ha anche fondato due società tecnologiche per startup durante la sua carriera.
Ha avuto tre figli e, alla sua morte, ha avuto quattro nipoti.
Pnueli è morto il 2 novembre 2009 per un'emorragia cerebrale.

## Premi e riconoscimenti
- Nel 1996, Pnueli ha ricevuto il Premio Turing per il lavoro fondamentale che introduce la logica temporale nella scienza informatica e per i contributi eccezionali alla verifica di programmi e sistemi.
- Il 30 maggio 1997 Pnueli ha ricevuto un dottorato honoris causa dalla Facoltà di Scienze e Tecnologia dell'Università di Uppsala, Svezia.
- Nel 1999, è stato inserito come Associato straniero dell'Accademia Nazionale di Ingegneria degli Stati Uniti.
- Nel 2000 è stato insignito dell'Israel Prize, per l'informatica.
- Nel 2007 è stato inserito come membro dell'Association for Computing Machinery.
- Il Weizmann Institute of Science presenta una serie di conferenze commemorative in suo onore.